# CR226 (Luxemburg)
De CR226 (Chemin Repris 226) is een verkeersroute in het land Luxemburg tussen de stad Luxemburg (CR224) en Filsdorf (CR162/CR167). De route heeft een lengte van ongeveer 16 kilometer.

## Routeverloop
De route begint in de Luxemburgse wijk Bonnevoie-Sud op de kruising met de CR224. Nadat de route eerst door stedelijk gebied is gegaan passeert het de rivier Alzette en gaat het onder de A1 E29 E44 door, om vervolgens uit te komen in de plaats Itzig. Vlak voor de kruising met de CR159 daalt de route met 12%. 
Na de kruising met de CR159 blijft de route de CR159 volgen naar Hesperange toe. In Hersperange volgt de route voor 100 meter de N3 om vervolgens via een eigen route terug te gaan naar de oostkant van Itzig. Deze omrit via Hesperange is sinds 1995 opgenomen in de route. Tot 1995 ging de route verkort door Itzig heen. Vlak voor Contern sluit de route aan op de CR234. Tot 1995 eindigde hier de CR226, sinds 1995 gaat de route verder. De CR226 volgt tot in Contern de route van de CR234 om vervolgens over een eigen route richting Syren te gaan. In Syren volgt de route voor een stuk de CR132, waarna het vervolgens zelfstandig richting Filsdorf gaat.

## Straatnamen binnen Luxemburg-stad
- Rue Pierre Krier
- Rue d'Itzig

## Plaatsen langs de CR226
- Luxemburg
- Itzig
- Hesperange
- Contern
- Syren

CR101 ·
CR102 ·
CR103 ·
CR104 ·
CR105 ·
CR106 ·
CR107 ·
CR108 ·
CR109 ·
CR110 ·
CR111 ·
CR112 ·
CR113 ·
CR114 ·
CR115 ·
CR116 ·
CR117 ·
CR118 ·
CR119 ·
CR120 ·
CR121 ·
CR122 ·
CR123 ·
CR124 ·
CR125 ·
CR126 ·
CR127 ·
CR128 ·
CR129 ·
CR130 ·
CR131 ·
CR132 ·
CR133 ·
CR134 ·
CR135 ·
CR136 ·
CR137 ·
CR138 ·
CR139 ·
CR140 ·
CR141 ·
CR142 ·
CR143 ·
CR144 ·
CR145 ·
CR146 ·
CR147 ·
CR148 ·
CR149 ·
CR150 ·
CR151 ·
CR152 ·
CR153 ·
CR154 ·
CR155 ·
CR156 ·
CR157 ·
CR158 ·
CR159 ·
CR160 ·
CR161 ·
CR162 ·
CR163 ·
CR164 ·
CR165 ·
CR166 ·
CR167 ·
CR168 ·
CR169 ·
CR170 ·
CR171 ·
CR172 ·
CR173 ·
CR174 ·
CR175 ·
CR176 ·
CR177 ·
CR178 ·
CR179 ·
CR180 ·
CR181 ·
CR182 ·
CR183 ·
CR184 ·
CR185 ·
CR186 ·
CR187 ·
CR188 ·
CR189 ·
CR190
CR200 ·
CR201 ·
CR202 ·
CR203 ·
CR204 ·
CR205 ·
CR206 ·
CR207 ·
CR208 ·
CR210 ·
CR211 ·
CR212 ·
CR213 ·
CR215 ·
CR216 ·
CR217 ·
CR218 ·
CR219 ·
CR220 ·
CR221 ·
CR222 ·
CR223 ·
CR224 ·
CR225 ·
CR226 ·
CR227 ·
CR228 ·
CR229 ·
CR230 ·
CR231 ·
CR232 ·
CR233 ·
CR234
CR301 ·
CR302 ·
CR303 ·
CR304 ·
CR305 ·
CR306 ·
CR307 ·
CR308 ·
CR309 ·
CR310 ·
CR311 ·
CR312 ·
CR313 ·
CR314 ·
CR315 ·
CR316 ·
CR317 ·
CR318 ·
CR319 ·
CR320 ·
CR321 ·
CR322 ·
CR323 ·
CR324 ·
CR325 ·
CR326 ·
CR327 ·
CR328 ·
CR329 ·
CR330 ·
CR331 ·
CR332 ·
CR333 ·
CR334 ·
CR335 ·
CR336 ·
CR337 ·
CR338 ·
CR339 ·
CR340 ·
CR341 ·
CR342 ·
CR343 ·
CR344 ·
CR345 ·
CR346 ·
CR347 ·
CR348 ·
CR349 ·
CR350 ·
CR351 ·
CR352 ·
CR353 ·
CR354 ·
CR355 ·
CR356 ·
CR357 ·
CR358 ·
CR359 ·
CR360 ·
CR361 ·
CR362 ·
CR364 ·
CR365 ·
CR366 ·
CR367 ·
CR368 ·
CR369 ·
CR370 ·
CR371 ·
CR372 ·
CR373 ·
CR374 ·
CR375 ·
CR376 ·
CR377 ·
CR378 ·
CR379
Routes die cursief vermeld staan, zijn voormalige routes.